# Menonitas
Os menonitas (ou mennonitas) são um movimento do cristianismo evangélico que descende diretamente do movimento anabatista que surgiu na Europa no século XVI, na mesma época da Reforma Protestante. Tem o seu nome derivado do teólogo frísio Menno Simons (1496-1561), que através dos seus escritos articulou e formalizou os ensinos dos anabatistas suíços. 

## História

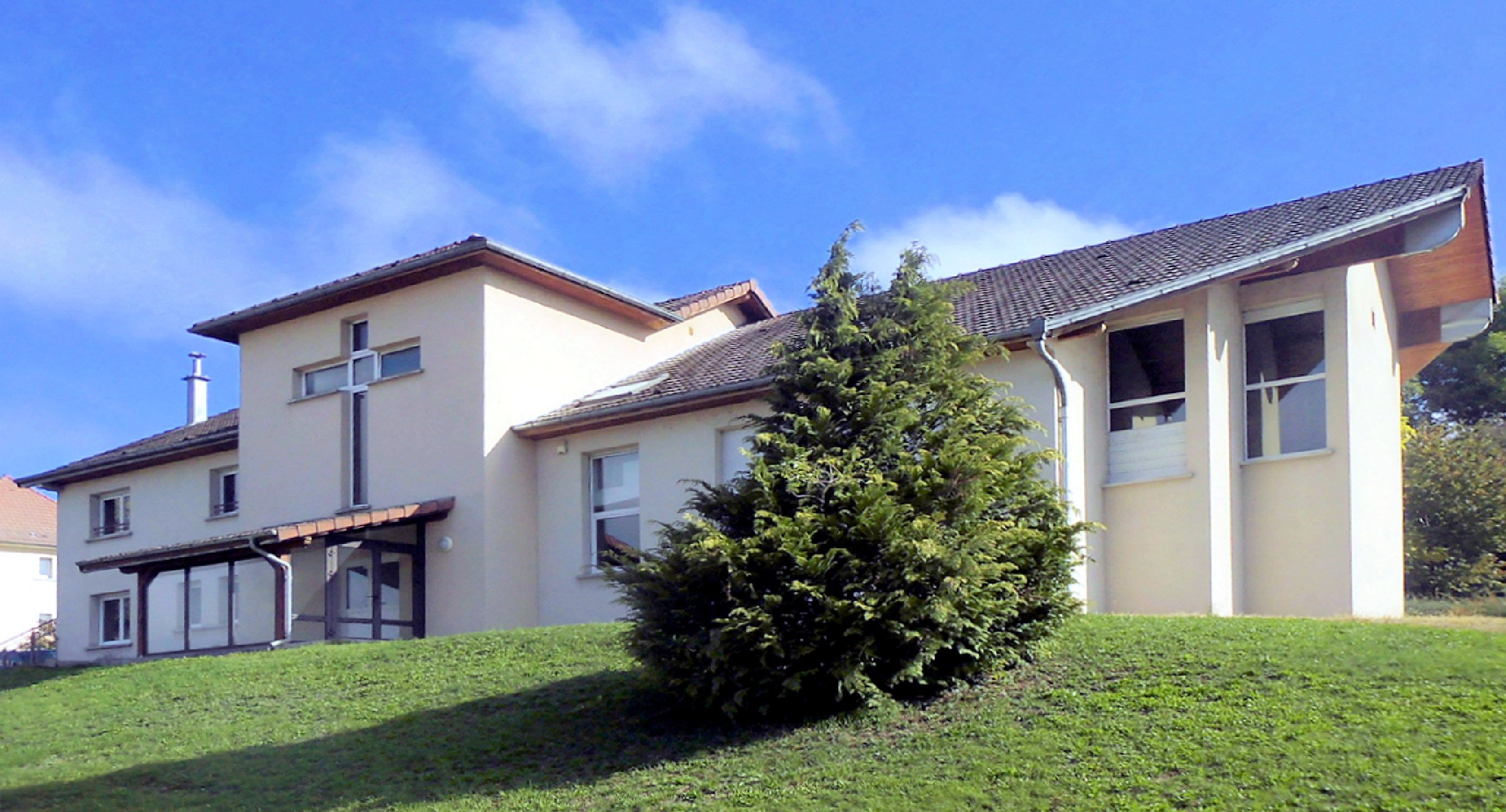
Igreja Evangélica Menonita em Altkirch, Associação das Igrejas Evangélicas Menonitas da França.

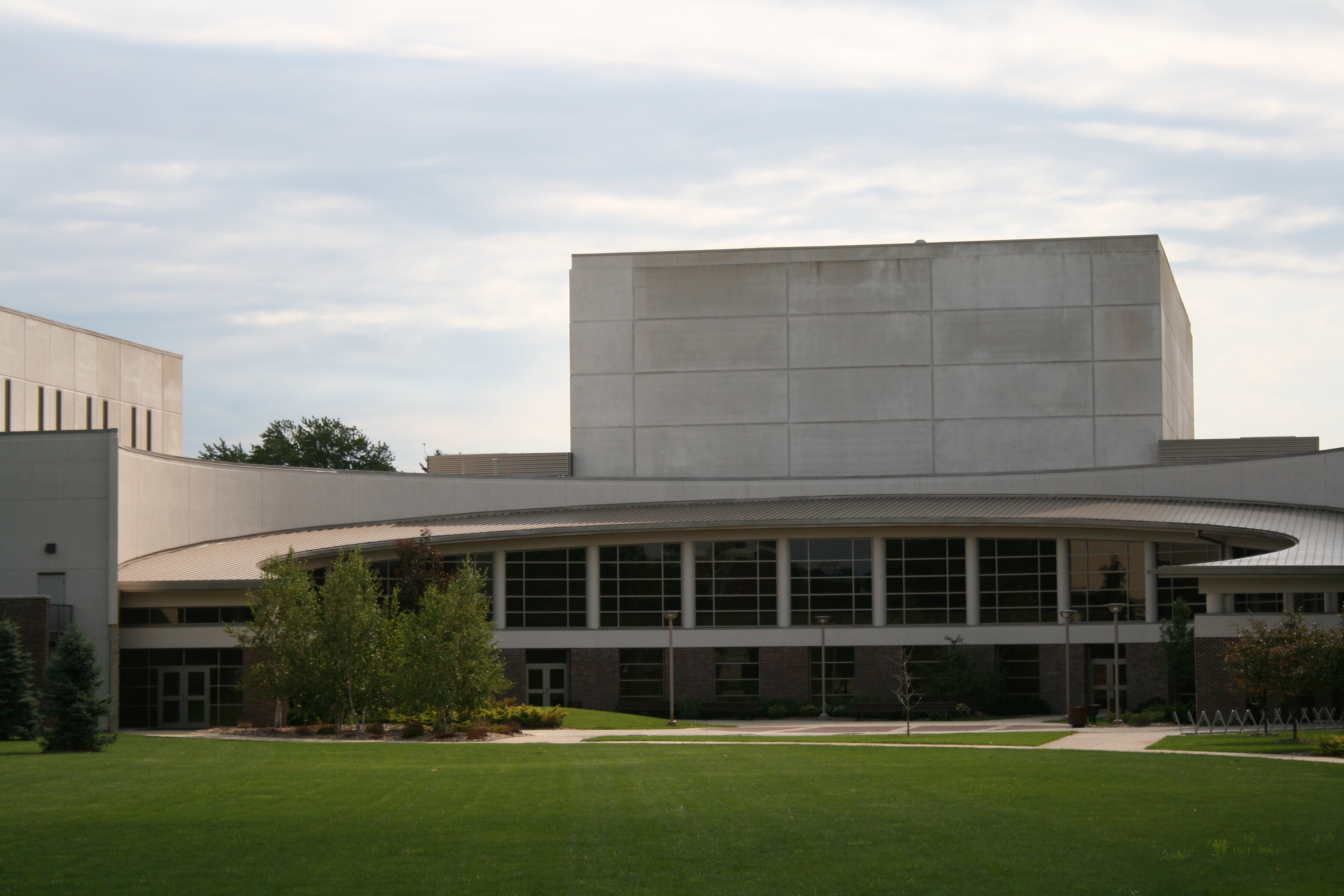
Centro de musica do Goshen College em Goshen (Indiana), Mennonite Church USA.

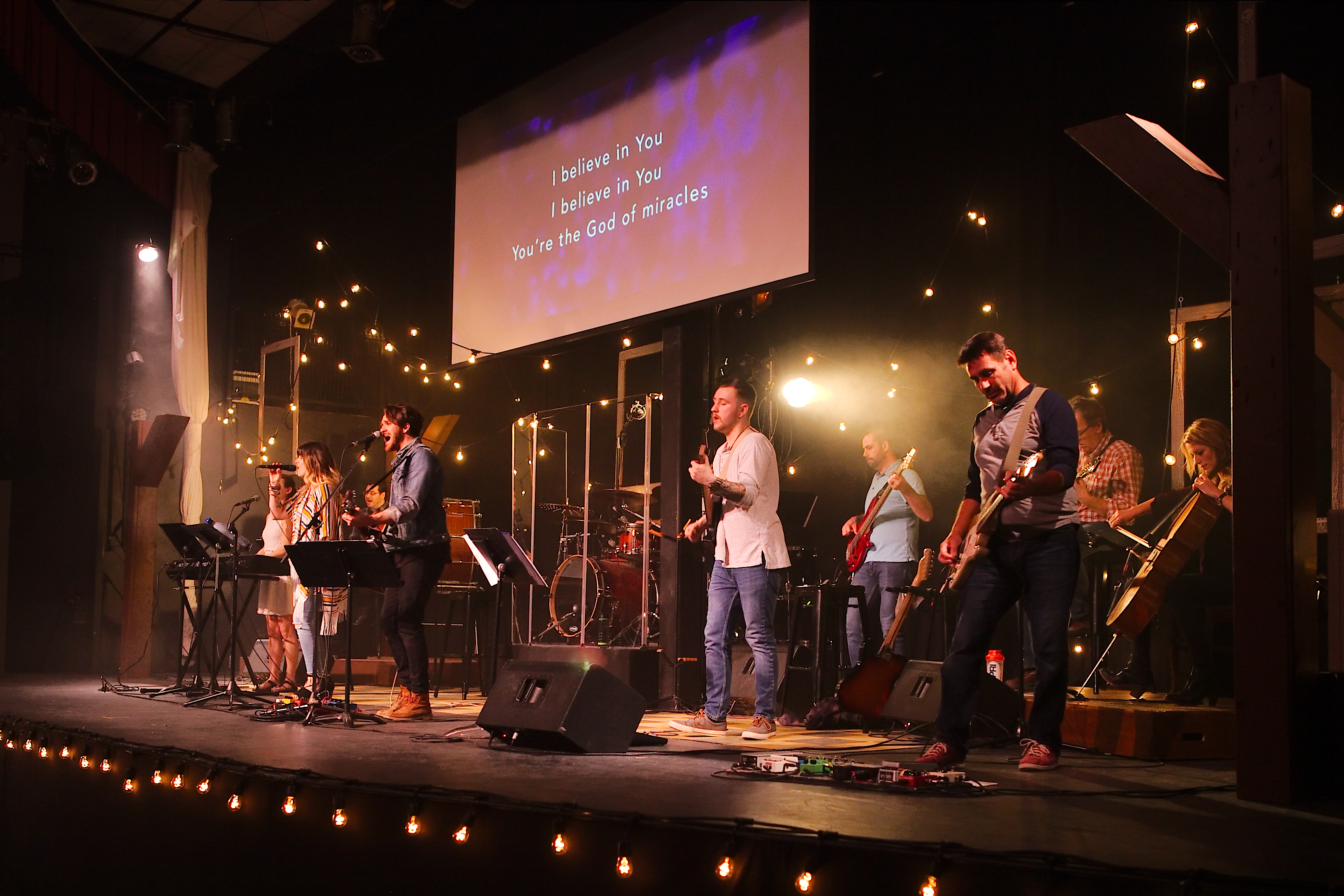
Serviço no The Meeting Place em Winnipeg, Canadian Conference of Mennonite Brethren Churches.

Em 1523, Ulrich Zwingli, um ex-padre católico, começou a reformar a igreja na cidade suíça de Zurique. Um grupo de seus discípulos, liderados por Conrad Grebel, Felix Manz e Georg Blaurock logo rejeitou Zwingli que usava a Câmara Municipal para fazer a reforma. O grupo começou a estudar a Bíblia, e não encontrou qualquer justificação para a "igreja do estado", mas acreditavam que os cristãos eram uma comunidade de crentes que livremente escolheram seguir a Cristo, e seu testemunho público de sua fé seria através do batismo adulto. Isto significava declarar inválido o batismo das crianças. Em 21 de janeiro de 1525, em Zollikon, um subúrbio de Zurique, o grupo decidiu batizar um ao outro. Batismo de adultos como uma parte essencial da sua fé, quase que imediatamente começou a chamar os "anabatistas" (rebatizadores), mas o grupo preferiu o nome de irmãos suíços.
O movimento se espalhou rapidamente por toda a Europa, especialmente nos territórios do Sacro Império Romano-Germânico. A situação piorou para os anabatistas, quando entre 1532 e 1555, um sistema desenvolveu-se que ordenava que cada subdivisão política do império deveria adotar a religião do governante. Se o líder fosse um católico, assim deviam ser seus súditos. Se o governante era luterano, seus súditos tinham que praticar a religião luterana, que conflitava diretamente com a concepção dos irmãos, que acreditavam em uma comunidade de crentes que escolhem livremente a sua fé sem a interferência da autoridade civil em matéria de fé. Em 1529, embora os principais defensores da Reforma divulgassem no seu famoso protesto (daí o nome "protestante") rejeitar qualquer coisa "contrária a Deus ou a Sua Santa Palavra", concordaram com os católicos em perseguir os anabatistas. 
Assim, foi promulgada a lei imperial de 23 de abril de 1529 ordenando "tirar a vida de todo rebatizado ou rebatizador, homem ou mulher, maior ou menor, e executar de acordo com a natureza do caso e da pessoa, por fogo, por espada ou por outros meios sempre que um homem seja encontrado". A repressão piorou após a rebelião dos anabatistas em Münster e extremistas, sob o pretexto de esmagar a revolta encenada por eles e suas ideias subversivas, multiplicando as execuções dos Irmãos, embora eles sempre foram pacifistas e rejeitassem as ideias e práticas münsteristas.
O testemunho pessoal e a perseguição religiosa levaram os anabatistas e a nova doutrina 
a diferentes países da Europa, surgindo inúmeras igrejas inicialmente na Suíça, Prússia (atual Alemanha), Áustria e Países Baixos.
O principal ponto de discórdia entre os menonitas e seus perseguidores era o batismo infantil. Os menonitas acreditam que a igreja deve ser formada a partir de membros batizados voluntariamente. Isso não era tolerado pela maioria dos Estados, nem pela igreja católica nem pela igreja protestante oficial da época.
Os menonitas tiveram durante a sua história diversos pontos de discórdia entre si, o que sempre acabou levando a divisões e novas denominações entre eles, como por exemplo os Amish.
Durante o século XVI, os menonitas e outros anabatistas foram duramente perseguidos, torturados e martirizados. Por isso muitos deles emigraram para os Estados Unidos, onde ainda hoje vive a maior parte dos menonitas. Eles estão entre os primeiros alemães a imigrarem para os Estados Unidos. Esta migração começou em 1683 e continuou ao longo dos séculos XVIII e XIX.
Outros se isolaram em colônias e povoamentos fechados dentro de Estados onde eram tolerados.
Em 1788, a convite de Catarina, a Grande, imperatriz da Rússia, agricultores menonitas da Prússia (atualmente Alemanha e Polónia) emigraram para Chortitza (em 1789) e Molotschna (em 1804) no sul da Rússia (atualmente Ucrânia). Com o passar do tempo, por escassez de terra e outros motivos, surgiram muitas outras colonizações menonitas que lutaram pelo seu bem-estar espiritual, cultural e material em diversas regiões da Rússia Europeia e asiática.
Através de intensa migração e também de evangelismo os menonitas se espalharam por todos os continentes do globo, sendo que a maior comunidade menonita se encontra atualmente na África (Etiópia e a República Democrática do Congo).Há colônias menonitas significativas também no Paraguai e no México.
A Conferência Mundial Menonita foi fundada na primeira conferência internacional em Basel, Suíça, em 1925 para comemorar 400 anos do anabatismo. 

### Menonitas no Brasil
Em 1929 os menonitas conseguiram vistos para o Brasil que aceitou recebê-los. Em 1930, imigrantes alemães menonitas se estabeleceram no município de Witmarsum, em Santa Catarina. Em 1931, um pequeno grupo se estabeleceu em Curitiba. Em 1951 os menonitas de Santa Catarina mudaram-se para o município de Palmeira, no Paraná, e fundaram a Colônia Witmarsum. Um grupo de menonitas dos Estados Unidos da América, também se estabeleceu no município de Rio Verde.

## Estatísticas
De acordo com um censo de 2022 da Conferência Mundial Menonita, ela tem 109 denominações membros em 59 países e 1,47 milhão de membros batizados em 10.300 igrejas. 

## Crenças
As crenças do movimento são as da Igreja de crentes. 
A Confissão de Schleitheim, publicada em 1527 pelos irmãos suíços, um grupo de  anabatistas, incluindo Michael Sattler, em Schleitheim é uma publicação que difundir esta doutrina.   Nesta confissão, o batismo do crente depois de uma profissão de fé é colocado como um fundamento teológico essencial. 
A Confissão de Fé de Dordrecht foi adotada em 21 de abril de 1632 por menonitas holandeses, por menonitas alsacienses em 1660 e por menonitas norte-americanos em 1725. Não existe um credo oficial ou um catecismo cuja aceitação é requerida por congregações ou membros. Há porém estruturas e tradições ensinadas como Confissão de Fé de uma Perspectiva Menonita.
Uma minoria fundamentalista também rejeita o progresso tecnológico e a modernidade. 
A maioria das denominações menonitas mantém uma posição conservadora sobre a homossexualidade. 
O Conselho Brethren Menonita para Interesses LGBT foi fundado em 1976 nos EUA e tem igrejas membros de diferentes denominações nos EUA e Canadá. 
A Igreja Menonita do Canadá deixa a escolha para cada igreja para casamento entre pessoas do mesmo sexo. 
A Igreja Menonita na Holanda e a Igreja Menonita dos EUA permitem o casamento entre pessoas do mesmo sexo.  